# هندشناسی
هندشناسی مطالعهٔ علمی تاریخ هند، اساطیر، ادیان، زبان‌های هندی و فرهنگ کشور هندوستان و سرزمینهای تحت تأثیر فرهنگ هندی می‌باشد.
پیشینه هندشناسی به ابوریحان بیرونی بازمی‌گردد و او نخستین کسی است که ضمن سفر به هند در دوران غزنوی به تحقیق و جمع‌آوری و دسته‌بندی معلومات در زمینه سرزمین هندوستان پرداخت. کتاب او که ماللهند نام دارد از مراجع مهم هندشناسی بشمار می‌رود. دانشگاه‌های بسیاری در جهان این رشته را تدریس می‌کنند. در ایران رئیس دانشگاه اصفهان در سال ۱۳۸۸ خبر از راه اندازی رشته هندشناسی در این دانشگاه را داد. از هندشناسان معروف می‌توان به داوود منشی زاده و هرمان الدنبرگ و آنکتیل دوپرون و ماکس مولر اشاره نمود.

## منبع
1. ↑  لغت نامه دهخداهندشناسی (فارسی)
2. ↑  سایت آفتاب ماللهند دانشنامه هندشناسی (فارسی)
3. ↑  صداوسیمای استان اصفهان راه اندازی رشته هندشناسی در دانشگاه اصفهان[پیوند مرده]